# Karl-Jürgen Bieback

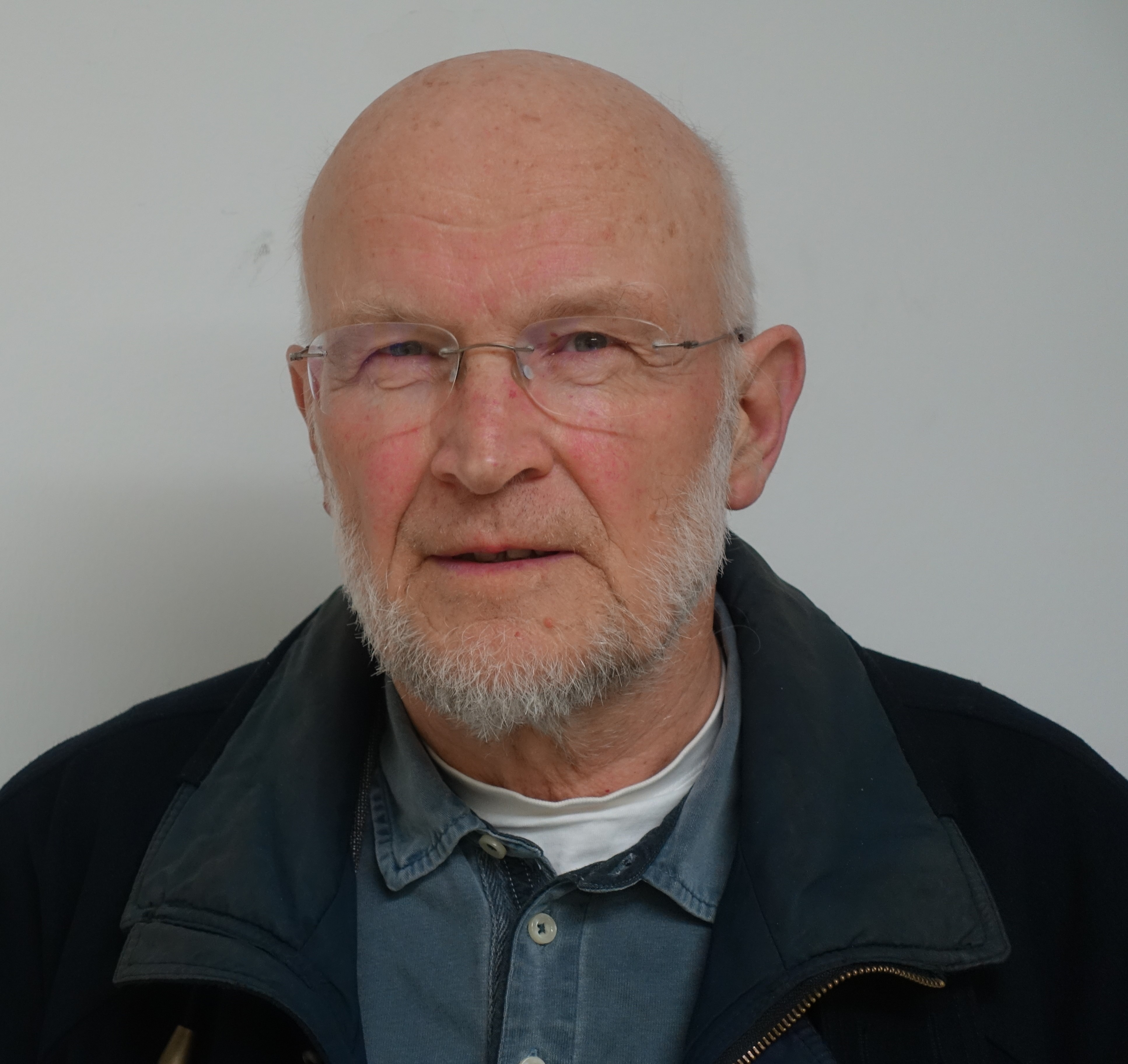
Karl-Jürgen Bieback 2019

Karl-Jürgen Bieback (* 24. März 1944 in Aurich) ist ein deutscher Rechtswissenschaftler und ehemaliger Hochschullehrer an der Universität Hamburg und der Hamburger Universität für Wirtschaft und Politik.

## Leben
Bieback studierte Rechtswissenschaften an den Universitäten Marburg, Göttingen und Poitiers. Nach dem Ersten und Zweiten Juristischen Staatsexamen promovierte Bieback 1974 in Marburg bei Dietrich Pirson zum Dr. iur. Anschließend arbeitete er bis 1979 als Dozent an der Hamburger Universität für Wirtschaft und Politik (HWP). 1979 wechselte er als ordentlicher Professor auf einen Lehrstuhl für Öffentliches Recht und Sozialrecht an der Universität Hamburg, bevor er 1985 als ordentlicher Professor für Arbeits- und Sozialrecht an die HWP zurückkehrte. Von 1997 bis 1999 war er dort der Sprecher des Fachbereichs Recht, von 2000 bis 2002 war er Vizepräsident der HWP. 2009 wurde Bieback emeritiert. Er hat Gutachten für Betriebsräte, Gewerkschaften und Parteien erstellt.
In letzter Zeit: Vorsitzender des Landesschiedsamts für die Pflegeversicherung in Hamburg (ab 2002), ab 2015 auch in Mecklenburg-Vorpommern, Vorsitzender des Landesschiedsamts für die vertragsärztliche Versorgung in Schleswig-Holstein, stellvertretender Vorsitzender des Landesschiedsamts zahnärztliche Versorgung in Mecklenburg-Vorpommern; zahlreiche Aufgaben als Schiedsperson des SGB V; vielfältige Beratungstätigkeiten für Sozialversicherungen; Tätigkeiten in tariflichen Schlichtungskommissionen sowie Einigungsstellen nach dem Betriebsverfassungsgesetz und dem Personalvertretungsrecht. 14 Jahre Mitglied des Aufsichtsrats in einem sozialpolitischen Betrieb der Freien und Hansestadt Hamburg.
Er wohnt in Reinbek.

## Werke (Auswahl)
Biebacks Forschungs- und Publikationsschwerpunkt lag vor allem auf dem Gebiet des Sozialrechts. Auch publizierte er zur Sozialpolitik, dem europäischen Sozial- und Wirtschaftsrecht und dem kollektiven Arbeitsrecht sowie dem allgemeinen Öffentlichen Recht.
- Die öffentliche Körperschaft. Duncker & Humblot, Berlin 1976, ISBN 3-428-03505-4 (Dissertation).
- Recht auf Streik im öffentlichen Dienst: Arbeitsrecht und Beamtenrecht im öffentlichen Dienst analysiert am Problem der Streikarbeit von Beamten. Dt. Postgewerkschaft, Frankfurt am Main 1982.
- Die Mitwirkung der Beschäftigten in der öffentlichen Verwaltung. Duncker & Humblot, Berlin 1983.
- mit Martin Kutscha: Politische Rechte der Beamten. Campus-Verlag, Frankfurt am Main 1984, ISBN 3-593-33306-6.
- Arbeitserlaubnisrecht: seine Grundlagen und seine aktuellen Probleme. Metzner, Frankfurt am Main 1985, ISBN 3-7875-5328-2.
- Verfassungswidrigkeit der Beitragspflicht für einmalig gezahltes Arbeitsentgelt? In: Betriebsberater. 1986, S. 1007–1015.
- Verfassungsrechtliche Anforderungen an die Einbeziehung psychologischer Psychotherapeuten in das Leistungssystem der gesetzlichen Krankenversicherung. Asgard-Verlag, Sankt Augustin 1996, ISBN 3-537-70305-8.
- Die mittelbare Diskriminierung wegen des Geschlechts: ihre Grundlagen im Recht der EU und ihre Auswirkungen auf das Sozialrecht der Mitgliedstaaten. Nomos, Baden-Baden 1997, ISBN 3-7890-4957-3.
- Ausweitung des Pflichtversicherungskreises in der GKV. Friedrich-Ebert-Stiftung, Bonn 2010, ISBN 978-3-86872-562-9.
- Verfassungs- und sozialrechtliche Probleme einer Änderung der Beitragsbemessungsgrenze in der GKV. Hans-Böckler-Stiftung, Düsseldorf 2014, ISBN 978-3-86593-182-5.
- Die Gesetzentwürfe zur Festsetzung von Mindestlöhnen, in: Thomas Dieterich, Martine Le Friant, Luca Nogler, Katsutoshi Kezuka, Heide Pfarr (Hrsg.); Individuelle und kollektive Freiheit im Arbeitsrecht - Gedächtnisschrift für Ulrich Zachert, Nomos-Verlag, Baden-Baden 2010, S. 359–371
- Sozial- und verfassungsrechtliche Aspekte der Bürgerversicherung. 2. Auflage. Nomos, Baden-Baden 2014, ISBN 978-3-8487-0837-6.